# غار مکری قران
غار مکری قران در ارتفاعات روستای خراسانه بوکان قرار دارد و دهانه آن رو به شرق و بسیار تنگ است. از دهانه غار تا سیصد متری، راهروی تنگ وجود دارد که از آن برای ورود به طاق‌های متعددی استفاده می‌شده‌است. در زمان شاه عباس صفوی، یک نسل‌کشی رخ داد و صدها نفر از مردم کُرد منطقه مُکری در این غار زندانی و تمامی آن‌ها با دود آتش خفه شدند. نام این غار از آن دوران به بعد توسط مردم کُرد منطقه «مُکری قران» نامیده شد.
غار موکری قران دارای اتاق‌های پرفراز و نشیبی است که یکدیگر را به هم وصل می‌کنند، سقف طاق‌ها نیز به گونه‌ای بنظر می‌رسد که گوئی آسیاب بزرگی را روی آن قرار داده‌اند و از سوراخی که در وسط آن‌ها (سقف) بازشده روشنایی بداخل اتاق‌ها می‌تابد. غار همانند زندانی ترسناک و با اتاق‌های گمراه‌کننده به‌نظر می‌رسد.
هم‌اکنون این غار در آستانه تخریب قرار دارد.